# Federal Center SW (Metro de Washington)
Federal Center SW es una estación en las líneas Azul, Plata y Naranja del Metro de Washington, administrada por la Autoridad de Tránsito del Área Metropolitana de Washington. La estación se encuentra localizada en 401 3rd Street SW en Washington D. C.. La estación Federal Center SW fue inaugurada el 1 de julio de 1977.

## Descripción
La estación Federal Center SW cuenta con 1 plataforma central. La estación también cuenta con 2 espacios para bicicletas.

## Conexiones
La estación es abastecida por las siguientes conexiones de autobuses: 
- Rutas del MetroBus
MTA Maryland Commuter Bus